# Підстепкинська сільська рада
Підсте́пкинська сільська рада (рос. Подстепкинский сельский совет) — сільське поселення у складі Ілецького району Оренбурзької області Росії.
Адміністративний центр та єдиний населений пункт — село Підстепки.

## Населення
Населення — 402 особи (2019; 528 в 2010, 571 у 2002).